# Addison-Wesley
Addison-Wesley je vydavatelství sídlící v Bostonu ve Spojených státech amerických, které je významné především vydáváním učebnic a odborných knih z oborů jako je matematika, počítačová věda a ekonomie. Je součástí Pearson PLC.

## Dějiny
Vydavatelství založili Melbourne Wesley Cummings a Lew Addison Cummings v roce 1942, první jejich knihou byla učebnice mechaniky profesora Massachusettského technologického institutu Francise Searse.

## Významné publikace
- Umění programování (Donald Ervin Knuth)
- Feynmanovy přednášky z fyziky (Richard Feynman)
- Návrhové vzory (Erich Gamma, Richard Helm, Ralph Johnson a Joh Vlissides)
- The C++ Programming Language (Bjarne Stroustrup)